# Robin Manullang
Robin Manullang, né le 11 avril 1987 à Samarinda, est un coureur cycliste indonésien.

## Palmarès sur route

### Par année
- 2013
  -  Médaillé d'argent du contre-la-montre aux Jeux d'Asie du Sud-Est
  -  Médaillé de bronze de la course en ligne aux Jeux d'Asie du Sud-Est
- 2015
  -  Médaillé d'or du contre-la-montre aux Jeux d'Asie du Sud-Est
- 2019
  - 3e du championnat d'Indonésie du contre-la-montre
  -  Médaillé d'argent du contre-la-montre par équipes aux Jeux d'Asie du Sud-Est

### Classements mondiaux
| Année         | 2009 | 2010 | 2011 | 2012 | 2013 | 2014 | 2015 | 2016 | 2017 | 2018 |
| ------------- | ---- | ---- | ---- | ---- | ---- | ---- | ---- | ---- | ---- | ---- |
| UCI Asia Tour | 268e |      |      | 268e |      |      |      | 323e |      | 164e |

## Palmarès sur piste

### Jeux d'Asie du Sud-Est
- Nilai-Putrajaya 2017
  -  Médaillé de bronze de la poursuite par équipes